# ألينا بانوفا
ألينا بانوفا واسمها الكامل ألينا بانوفا ماراسوفيتش (وُلدت باسمِ ألينا فاكسمان في كييف، أوكرانيا) هي مصممة ومنتجة أوكرانية أمريكية للأفلام والمسرحيات.

## السيرة الشخصية
ولدت بانوفا في كييف بأوكرانيا عام 1961م. درست الفن في مدرسة شيفتشينكو الحكومية للفنون في كييف ، وفي كوبر يونيون في مدينة نيويورك، بعد أن هاجرت عائلتها إلى الولايات المتحدة في عام 1979م.

## الحياة المهنية
في عام 2006م، أنتجت بانوفا أول فيلم روائي طويل لها، حب البرتقالRANGELOVE (أخرجه آلان بادوييف وبطولة أليكسي تشادوف وأولغا ماكييفا). عُرض الفيلم لأول مرة في مهرجان كان السينمائي.

## العائلة
بانوفا متزوجة من الملحن الكرواتي زيليكو ماراسوفيتش. تعيش في لوس أنجلوس، كاليفورنيا.

## فيلموغرافيا
- عصر البراءة (1993م)
- قيم عائلة آدامز (1993م)
- ملاحظات من تحت الأرض (1995م)
- دونستون تحقق في (1996م)
- الرجل المكشوف (1998م)
- الملاكم (2000م)
- الحياة الجنسية (2005م)
- لا يزال قائماً (2005م)
- حب البرتقال (2007م)

## روابط خارجية
- موقع الويب الرسمي ألينا بانوفا
- حب البرتقال- الفيلم
- ألينا بانوفا في قاعدة بيانات الأفلام على الإنترنت